# وودسبين (باركشير)
وودسبين (بالإنجليزية: Woodspeen)‏ هي قرية تقع في المملكة المتحدة في جنوب شرق إنجلترا.